# Gaz de décharge

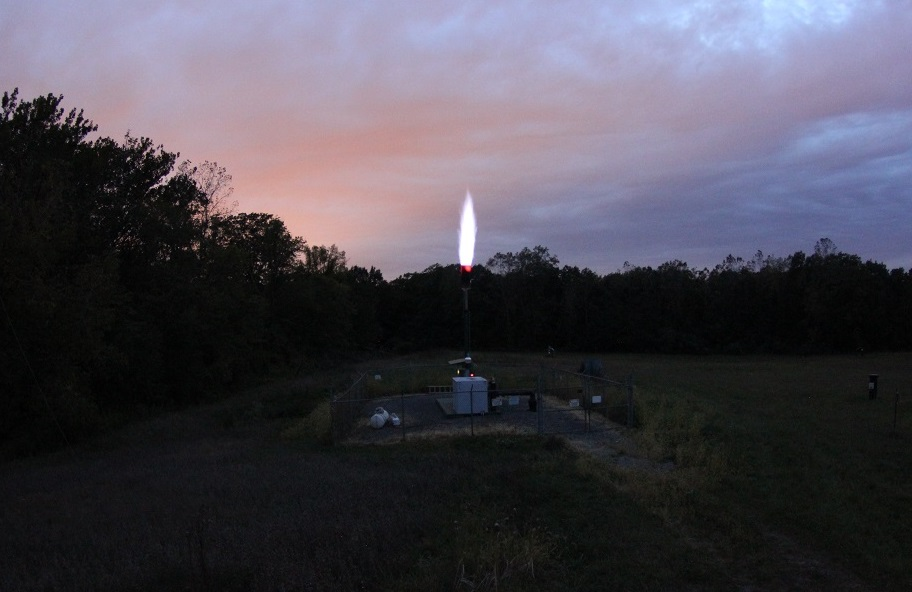
Une torche de gaz produite par une décharge à Lake County, Ohio

Le gaz de décharge est un mélange de différents gaz créés par l'action de micro-organismes dans une décharge lorsqu'ils décomposent les déchets organiques, compris, par exemple, les déchets alimentaires et les déchets de papier. Le gaz de décharge est composé d'environ quarante à soixante pour cent de méthane, le reste étant principalement du dioxyde de carbone. Des traces d'autres composés organiques volatils (COV) constituent le reste (<1%). Ces gaz traces comprennent un large éventail d'espèces, principalement des hydrocarbures simples.
Les gaz de décharge ont une influence sur le changement climatique. Les principaux composants sont le CO2 et le méthane, qui sont tous deux des gaz à effet de serre. Le méthane dans l'atmosphère est un gaz à effet de serre beaucoup plus puissant, chaque molécule ayant vingt-cinq fois l'effet d'une molécule de dioxyde de carbone. Le méthane lui-même compte pour moins dans la composition de l'atmosphère que le dioxyde de carbone. Les décharges sont la troisième plus grande source de méthane aux États-Unis.

## Production
Les gaz de décharge sont le résultat de trois processus:
- évaporation de composés organiques volatils (p. ex., solvants)
- réactions chimiques entre les composants des déchets
- action microbienne, en particulier méthanogenèse.

Les deux premiers dépendent fortement de la nature des déchets. Le processus dominant dans la plupart des décharges est le troisième processus par lequel les bactéries anaérobies décomposent les déchets organiques pour produire du biogaz, qui se compose de méthane et de dioxyde de carbone avec des traces d'autres composés. Malgré l'hétérogénéité des déchets, l'évolution des gaz suit un schéma cinétique bien défini. La formation de méthane et de CO2 commence environ six mois après le dépôt des matériaux d'enfouissement. L'évolution du gaz atteint un maximum vers 20 ans, puis décline au cours des décennies.
Lorsque le gaz de décharge pénètre à travers une couverture de sol, une fraction du méthane dans le gaz est oxydée de manière microbienne en CO2.

## Surveillance
Les gaz produits par les décharges étant à la fois précieux et parfois dangereux, des techniques de surveillance ont été développées. Les détecteurs à ionisation de flamme peuvent être utilisés pour mesurer les niveaux de méthane ainsi que les niveaux totaux de COV. Une surveillance de surface et une surveillance souterraine ainsi qu'une surveillance de l'air ambiant sont effectuées. Aux États-Unis, en vertu du Clean Air Act de 1990, il est exigé que de nombreuses grandes décharges installent des systèmes de collecte et de contrôle du gaz, ce qui signifie qu'à tout le moins les installations doivent collecter et torcher le gaz (en) .
La réglementation fédérale américaine sous le sous-titre D de la RCRA, créée en octobre 1979, régit l'emplacement, la conception, la construction, l'exploitation, la surveillance et la fermeture des décharges de MSW. Le sous-titre D nécessite désormais des contrôles sur la migration du méthane dans les gaz de décharge. Les exigences de surveillance doivent être respectées dans les décharges pendant leur fonctionnement et pendant 30 années supplémentaires. Les décharges concernées par le sous-titre D du RCRA sont tenues de contrôler le gaz en établissant un moyen de vérifier périodiquement les émissions de méthane (en)  et donc d'empêcher la migration hors site. Les propriétaires et exploitants de décharges doivent s'assurer que la concentration de méthane ne dépasse pas 25% de la LIE pour le méthane dans les structures des installations et la LIE pour le méthane à la limite de l'installation.

## Utilisation

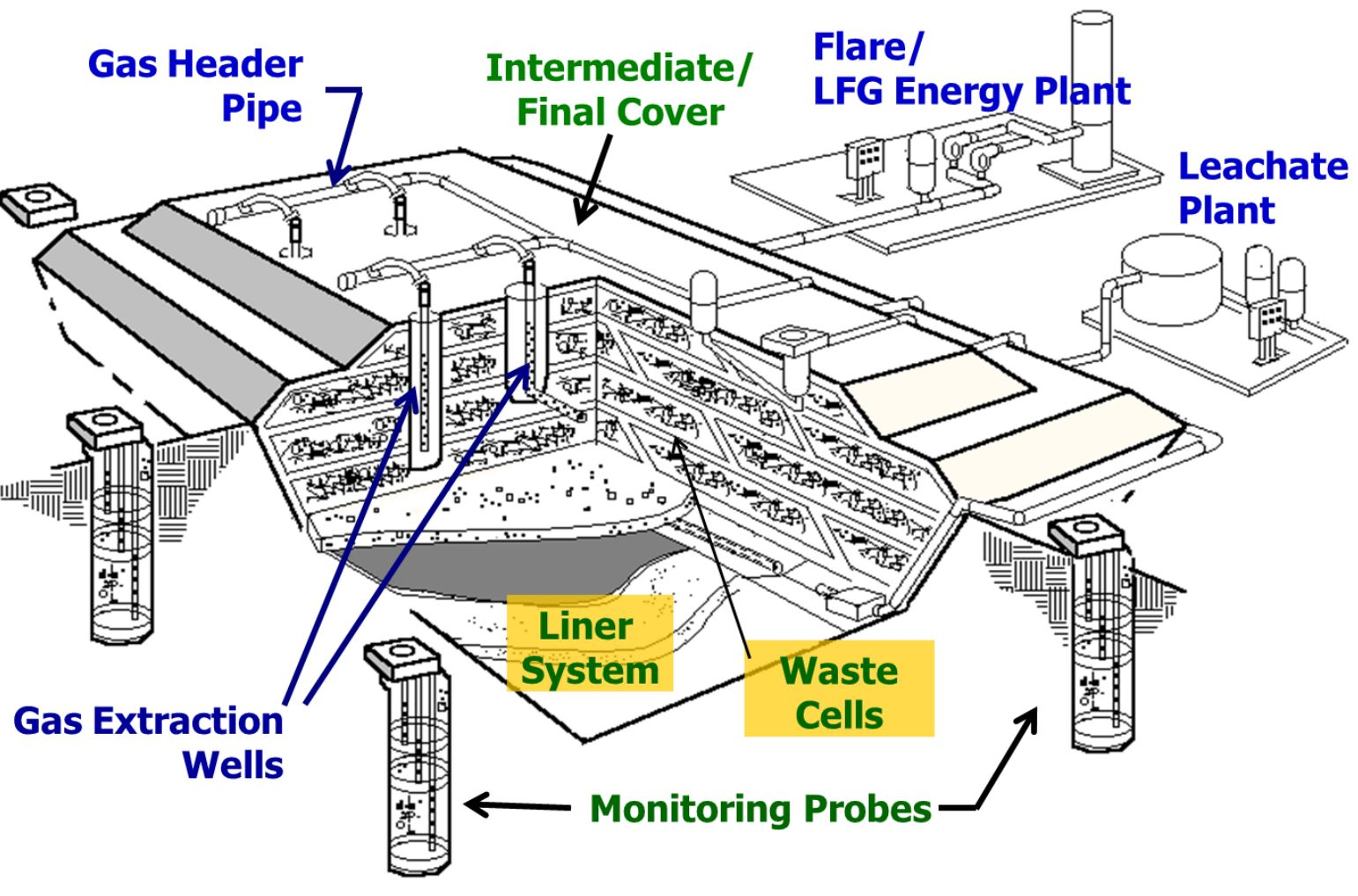
Système de collecte des gaz de décharge

Un rapport de l'Environmental Protection Agency (EPA) des États-Unis indique qu'en 2016, le dénombrement des décharges municipales de déchets solides en service varie entre 1900 et 2000. Dans une étude à l'échelle nationale réalisée par l'Environmental Research and Education Foundation en 2013, seules 1 540 décharges municipales de déchets solides en service ont été recensées aux États-Unis. Les déchets en décomposition dans ces décharges produisent du gaz de décharge, qui est un mélange d'environ la moitié du méthane et de la moitié du dioxyde de carbone. Les décharges constituent la troisième source d'émissions de méthane aux États-Unis, les décharges municipales de déchets solides représentant 95% de cette fraction,[réf. nécessaire].
Les gaz produits dans une décharge peuvent être collectés et utilisés de diverses manières. Le gaz de décharge peut être utilisé directement sur place par une chaudière ou tout type de système de combustion, fournissant de la chaleur. L'électricité peut également être produite sur place grâce à l'utilisation de microturbines, de turbines à vapeur ou de piles à combustible. Le gaz de décharge peut également être vendu hors site et envoyé dans des gazoducs. Cette approche exige que le gaz soit transformé en une qualité pipeline, par exemple en éliminant divers contaminants et composants. L'efficacité de la collecte du gaz dans les décharges a un impact direct sur la quantité d'énergie qui peut être récupérée - les décharges fermées (celles qui n'acceptent plus de déchets) collectent le gaz plus efficacement que les décharges ouvertes (celles qui acceptent encore des déchets). Une comparaison de l'efficacité de la collecte dans les décharges fermées et ouvertes a révélé une différence d'environ 17 points de pourcentage entre les deux.
Le gaz de décharge peut également être utilisé pour évaporer le lixiviat, un autre sous-produit du processus de décharge. Cette application remplace un autre carburant qui était auparavant utilisé pour la même chose.

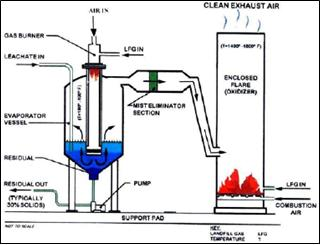
Système d'évaporation du lixiviat

Aux États-Unis, le nombre de projets de gaz de décharge est passé de 399 en 2005 à 594 en 2012  selon l' Environmental Protection Agency (EPA). Ces projets sont populaires car ils contrôlent les coûts énergétiques et réduisent les émissions de gaz à effet de serre. Ces projets collectent le méthane et le traitent, de sorte qu'il puisse être utilisé pour l'électricité ou transformé en gaz de qualité pipeline (Le gaz méthane a vingt et une fois le potentiel de réchauffement global du dioxyde de carbone). Par exemple, aux États-Unis, Waste Management utilise le gaz de décharge comme source d'énergie dans 110 installations de valorisation énergétique du gaz de décharge. Cette production d'énergie compense près de deux millions de tonnes de charbon par an, créant une énergie équivalente à celle dont ont besoin quatre cent mille foyers. Ces projets réduisent également les émissions de gaz à effet de serre dans l'atmosphère.
L'EPA, qui estime que des centaines de décharges pourraient soutenir des projets de gaz à énergie, a également établi le programme de sensibilisation au méthane des décharges. Ce programme a été mis au point pour réduire les émissions de méthane des décharges de manière rentable en encourageant le développement de projets de valorisation énergétique des décharges de gaz à usage environnemental et économique.

### Opposition
Le captage et l'utilisation des gaz de décharge peuvent être coûteux. Certains groupes environnementaux affirment que les projets ne produisent pas « d'énergie renouvelable » parce que les déchets (leur source) ne sont pas renouvelables. Le Sierra Club s'oppose aux subventions gouvernementales pour de tels projets. Le Natural Resources Defense Council (NRDC) soutient que les incitations gouvernementales devraient être davantage orientées vers les efforts d'énergie solaire, éolienne et d'efficacité énergétique.

## Sécurité
Les émissions de gaz de décharge peuvent entraîner des problèmes d'environnement, d'hygiène et de sécurité dans la décharge,. Plusieurs accidents se sont produits, par exemple à Loscoe (en), en Angleterre en 1986, lorsque le gaz de décharge en migration s'est accumulé et a partiellement détruit une propriété. Un accident causant deux morts s'est produit à la suite d'une explosion dans une maison adjacente à la décharge de Skellingsted au Danemark en 1991. En raison du risque présenté par les gaz de décharge, il est clairement nécessaire de surveiller le gaz produit par les décharges. En plus du risque d'incendie et d'explosion, la migration de gaz dans le sous-sol peut entraîner le contact du gaz de décharge avec les eaux souterraines. Ce qui, à son tour, peut entraîner la contamination des eaux souterraines par des composés organiques présents dans presque tous les gaz de décharge.
Bien qu'ils n'évoluent généralement qu'à l'état de traces, les décharges libèrent des composés aromatiques et des composés organochlorés.
La migration des gaz de décharge (en), due aux différences de pression, et à la diffusion, peut se produire. Ce qui peut occasionner un risque d'explosion si le gaz atteint des concentrations suffisamment élevées dans les bâtiments adjacents.